# Megaloba
Megaloba là một chi bướm đêm thuộc họ Geometridae.